# Bengt-Göran Griffer
Bengt-Göran Griffer, född 1948 och död 1998, var en svensk serieskapare och skämttecknare. Han var flitig medarbetare i Svenska Mad samt upphovsman till ett flertal böcker. Griffer vann som förste svensk VM-titeln som bäste skämttecknare vid den internationella skämtteckningsfestivalen i Marostica i Italien, 1983.
Griffer var från Göteborg men bosatte sig senare i Branäs i Värmland.